# Facultad de Odontología (UNAL Bogotá)
La facultad de Odontología de la Universidad Nacional de Colombia de sede de Bogotá es una unidad académica de este centro educativo constituida en 1942.

## Historia
En 1924, el Colegio Dental fue vinculado a la Universidad Nacional bajo el proyecto denominado Escuela Dental Universitaria. Posteriormente se anexó a la facultad de Medicina en 1927.